# Regering-Michel II
De regering-Michel II (9 december 2018 - 27 oktober 2019) was een Belgische federale regering. Ze was ontslagnemend vanaf 21 december 2018. De regering bestond uit CD&V, Open Vld en MR, onder leiding van premier Charles Michel (MR). De coalitie werd door de regeringspartijen zelf omschreven als oranje-blauw, waarbij oranje stond voor de christendemocraten, en blauw voor de liberalen.
Michel II was een doorstart van de regering-Michel I, maar zonder de N-VA-ministers en -staatssecretarissen, die de regering verlieten na de politieke crisis omtrent het VN-migratiepact. Hierdoor was dit rompkabinet een minderheidsregering, wat uitzonderlijk is in de Belgische politiek. De regering telde slechts dertien regeringsleden, allen ministers; ze was daarmee de kleinste regering sinds de regering-Pierlot IV, d.i. het kabinet in Londen tijdens de Duitse bezetting van België.
De regering viel al na tien dagen, op 18 december 2018, toen premier Michel in de Kamer geen meerderheid kon vinden voor zijn plannen en de oppositie dreigde met een stemming over een motie van wantrouwen. Na consultaties met de partijvoorzitters aanvaardde koning Filip het ontslag op 21 december, waardoor de regering-Michel II een regering van lopende zaken werd.
Tot aan de federale verkiezingen van 26 mei 2019 beschikte deze regering over 52 van de 150 zetels in de Kamer van volksvertegenwoordigers. Na de verkiezingen zakte dit aantal weg tot 38, waarmee ze sindsdien nog een vierde van de Kamerzetels vertegenwoordigde.

## Doorstart van regering-Michel I

### VN-migratiepact
Na de gemeenteraads- en provincieraadsverkiezingen van 14 oktober 2018 en de weigering van de Oostenrijkse regering om het VN-migratiepact nog langer te steunen, maakte N-VA-voorzitter Bart De Wever bekend dat de inhoud van dat Global Compact for Migration "zeer problematisch" was. Dit was het begin van de regeringscrisis omtrent het VN-pact, die een hoogtepunt bereikte begin december. Op zaterdagavond 8 december 2018 vond er een spoedzitting van de ministerraad plaats in de Wetstraat 16, waar de N-VA-excellenties bij het standpunt bleven dat ze geen ondertekening van het pact konden steunen. Ze verlieten de ministerraad direct bij het einde van de vergadering. Dezelfde avond verklaarde De Wever dat zijn partij geen lid meer zou zijn van de regering als Charles Michel zijn steun voor het pact zou bevestigen in Marrakesh op 10 december. Hij zei dat Michel er zou optreden als hoofd van de "Marrakeshcoalitie" in plaats van die van de "Zweedse coalitie", zoals de regering-Michel I soms werd genoemd. Michel bevestigde diezelfde avond nog dat hij het pact wél zou ondersteunen en dat hij zijn regering daarom zou herschikken door de N-VA-leden te ontslaan en te vervangen door de staatssecretarissen. Aangezien die al beëdigd waren, was een formele eedaflegging niet meer nodig.

### Doorstart
In de ochtend van zondag 9 december 2018 ging premier Charles Michel naar koning Filip om bij koninklijk besluit de herschikking van zijn regering door te voeren. Hierbij aanvaardde de koning het ontslag van de N-VA-excellenties, terwijl de staatssecretarissen Pieter De Crem en Philippe De Backer tot minister werden benoemd. Dit laatste was nodig op basis van artikel 99, tweede lid van de Belgische Grondwet, dat taalpariteit vereist in de ministerraad. De regering-Michel I telde 7 Nederlandstaligen en 7 Franstaligen (inclusief de premier), de regering-Michel II telt 6 Nederlandstaligen en 6 Franstaligen (de premier niet meegerekend). Volgens de Grondwet kan men immers kiezen om de premier als behorende tot een van beide taalgroepen, dan wel als buiten de taalpariteit vallend te rekenen.
Juridisch gezien gaat het niet om een nieuwe regering, maar wel om het ontslag van drie ministers en twee staatssecretarissen en een (grondige) herverdeling van de bevoegdheden van de overblijvende regeringsleden, waarbij de twee overige staatssecretarissen minister werden. Vanwege het grote verschil in samenstelling met de regering-Michel I wordt deze in de pers evenwel steeds als regering-Michel II omschreven. Er bestaan op dat vlak geen duidelijke conventies: na het vertrek van de Volksunie werd in 1991 de regering-Martens VIII ook de regering-Martens IX, maar in 2003 bleef men ook na het vertrek van Ecolo spreken van de regering-Verhofstadt I.
Naar aanleiding van het verdwijnen van N-VA uit de regering vonden volgende herschikkingen plaats ten opzichte van de regering-Michel I:
- staatssecretaris Pieter De Crem (CD&V) werd minister van Binnenlandse Zaken en Veiligheid (voorheen: Jan Jambon);
- staatssecretaris Philippe De Backer (Open Vld) werd minister van Telecom, Post en Digitale Agenda (voorheen: Alexander De Croo) en Administratieve Vereenvoudiging (voorheen: Theo Francken);
- minister Alexander De Croo (Open Vld) werd minister van Financiën (voorheen: Johan Van Overtveldt), belast met Bestrijding van de fiscale fraude (ook voorheen: Johan Van Overtveldt) en behield zijn bevoegdheid van Ontwikkelingssamenwerking;
- minister Didier Reynders (MR) werd minister van Defensie (voorheen: Sander Loones), maar behield zijn functie als minister van Buitenlandse Zaken;
- minister Maggie De Block (Open Vld) werd bijkomend (en opnieuw) bevoegd voor Asiel en Migratie (voorheen: Theo Francken);
- minister Kris Peeters (CD&V) werd bijkomend bevoegd voor Armoedebestrijding, Gelijke Kansen en Personen met een Beperking (voorheen: Zuhal Demir) en Buitenlandse Handel (voorheen: Pieter De Crem);
- minister Sophie Wilmès (MR) werd bijkomend bevoegd voor Wetenschapsbeleid (voorheen: Zuhal Demir) en Ambtenarenzaken (voorheen: Sander Loones);
- minister Koen Geens (CD&V) werd bijkomend bevoegd voor de Regie der Gebouwen (voorheen: Jan Jambon);
- minister Denis Ducarme (MR) werd bijkomend bevoegd voor Grootstedenbeleid (voorheen: Zuhal Demir).

Gevolg van deze herschikking is dat voor het eerst sinds de regering-Verhofstadt III in 2008 er geen staatssecretarissen meer zijn in de federale regering. 
Siegfried Bracke (N-VA) bleef de functie van voorzitter van de Kamer van volksvertegenwoordigers behouden omdat de voorzitter wordt verkozen door de plenaire vergadering voor de duur van een parlementair jaar.

### Regeringsprogramma
Op 9 december werd na de eerste ministerraad van de nieuwe regering bekendgemaakt dat zij zich zou focussen op een sterk sociaaleconomisch beleid, veiligheid en klimaat. Daarvoor wilde ze dossier per dossier steun zoeken in het parlement. Om beslissingen die reeds in de vorige regering werden genomen uit te voeren, rekende ze op de steun van N-VA.

### Vertrek Michel
Premier Charles Michel werd tijdens zijn ambtsperiode aangeduid als nieuwe voorzitter van de Europese Raad, waardoor hij vanaf het ingaan van die functie op 1 december 2019 niet langer premier kon blijven. Hij verliet de regering daarom al op 27 oktober 2019. De regering met zijn naam hield daarmee ook op met bestaan en ging over in de regering-Wilmès onder leiding van Michels partijgenoot en minister Sophie Wilmès.

## Ontslag
In de avond van 18 december 2018 bood premier Michel het ontslag van zijn regering aan bij koning Filip. Michel kondigde zijn ontslag in het parlement aan nadat hij die dag een ultieme poging had gedaan om de Kamer achter de plannen van zijn minderheidsregering te scharen, maar geen meerderheid had kunnen overtuigen. De dreiging van een motie van wantrouwen deed hem uiteindelijk zijn ontslag indienen. De koning hield het ontslag aanvankelijk in beraad. Op 21 december aanvaardde de koning het ontslag van de regering-Michel II, waardoor ze in lopende zaken ging.

### Koninklijke audiënties
Daags nadat premier Michel het ontslag van de regering had aangeboden, startte koning Filip consulaties op met de partijvoorzitters. Hij ontving achtereenvolgens in audiëntie op het Koninklijk Paleis van Brussel:
- Benoît Lutgen, voorzitter van het cdH (oppositie; 19 december 2018);
- Gwendolyn Rutten, voorzitster van de Open Vld (regering; 19 december 2018);
- Bart De Wever, voorzitter van de N-VA (oppositie, 19 december 2018);
- Elio Di Rupo, voorzitter van de Parti Socialiste (oppositie, 19 december 2018);
- Meyrem Almaci, voorzitster van Groen (oppositie, 20 december 2018);
- Zakia Khattabi en Jean-Marc Nollet, co-voorzitters van Ecolo (oppositie, 20 december 2018);
- John Crombez, voorzitter van de sp.a (oppositie, 20 december 2018);
- Wouter Beke, voorzitter van CD&V (regering; 20 december 2018);
- Olivier Chastel, voorzitter van de MR (regering; 20 december 2018);
- Olivier Maingain, voorzitter van DéFI (oppositie, 20 december 2018);
- Peter Mertens, voorzitter van de PVDA/PTB (oppositie, 21 december 2018);
- Siegfried Bracke, voorzitter van de Kamer van volksvertegenwoordigers (21 december 2018);
- Charles Michel, eerste minister (21 december 2018).

### Begroting van 2019
Op 15 oktober 2018 diende de regering-Michel I het wetsontwerp in van de Middelenbegroting voor het jaar 2019. Deze werd op 6 december 2018 in de Kamercommissie Financiën goedgekeurd door de vier meerderheidspartijen, namelijk door CD&V, Open Vld, MR en N-VA. Nadat de N-VA-ministers en -staatssecretarissen ontslag namen op 9 december, weigerde deze partij om de begroting van 2019 nog langer goed te keuren in de plenaire vergadering van de Kamer van volksvertegenwoordigers, tenzij de minderheidsregering Michel II zou ingaan op enkele voorwaarden. Premier Michel noemde deze voorwaarden "onaanvaardbaar" en weigerde op het voorstel in te gaan. Hierdoor was er in de Kamer echter niet langer een meerderheid om de begroting voor 2019 goed te keuren. Daarom gaf premier Michel aan te willen werken met voorlopige twaalfden, waarbij de federale overheid iedere maand één twaalfde mag uitgeven van wat ze in 2018 heeft uitgegeven. De Kamer van volksvertegenwoordigers keurde op 20 december bijna unaniem de Financiewet goed, die de regering toelaat om drie maanden verder te functioneren met voorlopige twaalfden. Immers vereist artikel 171 van de Belgische Grondwet dat er jaarlijks moet worden gestemd over de begroting en dat die regels slechts één jaar geldig zijn als ze niet worden hernieuwd. Deze grondwettelijke regels werden door het Nationaal Congres ingevoerd in 1831 en zijn een uitloper van het principe van no taxation without representation.

## Samenstelling
De regering bestond uit 13 ministers (12 + 1 eerste minister). MR had 7 ministers (inclusief de premier), CD&V 3 en Open Vld ook 3.
| Ambtsbekleder                            | Ambtsbekleder                     | Ambtsbekleder                  | Functie en bevoegdheid | Termijn                           | Partij      |
| Kernkabinet                              | Kernkabinet                       | Kernkabinet                    | Kernkabinet | Kernkabinet                       | Kernkabinet |
| ---------------------------------------- | --------------------------------- | ------------------------------ | --- | --------------------------------- | ----------- |
|                                          |                                   | Charles Michel (1975)          | Premier | 9 december 2018 - 27 oktober 2019 | MR          |
|                                          |                                   | Kris Peeters (1962)            | Vicepremier Werk, economie en consumenten, belast met Buitenlandse handel, Armoedebestrijding, Gelijke kansen en personen met een beperking   | 9 december 2018 - 2 juli 2019     | CD&V        |
|                                          |                                   | Didier Reynders (1958)         | Vicepremier Defensie, Buitenlandse zaken en Europese zaken, belast met Beliris en de Federale Culturele Instellingen                          | 9 december 2018 - 27 oktober 2019 | MR          |
|                                          |                                   | Alexander De Croo (1975)       | Vicepremier Ontwikkelingsamenwerking en Financiën, belast met Bestrijding van fiscale fraude                                                  | 9 december 2018 - 27 oktober 2019 | Open Vld    |
|                                          |                                   | Koen Geens (1958)              | Vicepremier | 2 juli 2019 - 27 oktober 2019     | CD&V        |
| Justitiebelast met de Regie der Gebouwen | 9 december 2018 - 27 oktober 2019 | Koen Geens (1958)              | |                                   | CD&V        |
| Ministers                                |                                   |                                | |                                   |             |
|                                          |                                   | Sophie Wilmès (1975)           | Begroting en Ambtenarenzaken, belast met de Nationale Loterij en Wetenschapsbeleid                                                            | 9 december 2018 - 27 oktober 2019 | MR          |
|                                          |                                   | Maggie De Block (1962)         | Volksgezondheid, Sociale zaken en Asiel en Migratie                                                                                           | 9 december 2018 - 27 oktober 2019 | Open Vld    |
|                                          |                                   | Marie-Christine Marghem (1963) | Energie, Leefmilieu en Duurzame Ontwikkeling                                                                                                  | 9 december 2018 - 27 oktober 2019 | MR          |
|                                          |                                   | Denis Ducarme (1973)           | Middenstand, Zelfstandigen, KMO's, Landbouw en Maatschappelijke Integratie, belast met Grote Steden                                           | 9 december 2018 - 27 oktober 2019 | MR          |
|                                          |                                   | François Bellot (1954)         | Mobiliteit, belast met Belgocontrol en NMBS                                                                                                   | 9 december 2018 - 27 oktober 2019 | MR          |
|                                          |                                   | Daniel Bacquelaine (1952)      | Pensioenen | 9 december 2018 - 27 oktober 2019 | MR          |
|                                          |                                   | Philippe De Backer (1978)      | Digitale Agenda, Telecommunicatie en Post, belast met Administratieve vereenvoudiging, Bestrijding van de Sociale Fraude, Privacy en Noordzee | 9 december 2018 - 27 oktober 2019 | Open Vld    |
|                                          |                                   | Pieter De Crem (1962)          | Binnenlandse Zaken en Veiligheid | 9 december 2018 - 27 oktober 2019 | CD&V        |
| belast met Buitenlandse Handel           | 2 oktober 2019 - 27 oktober 2019  | Pieter De Crem (1962)          | |                                   | CD&V        |
|                                          |                                   | Wouter Beke (1974)             | Werk, Economie en Consumenten, belast met Buitenlandse handel, Armoedebestrijding, Gelijke Kansen en Personen met een beperking               | 2 juli 2019 - 2 oktober 2019      | CD&V        |
|                                          |                                   | Nathalie Muylle (1969)         | Werk, Economie en Consumenten, belast met Armoedebestrijding, Gelijke Kansen en Personen met een beperking                                    | 2 oktober 2019 - 27 oktober 2019  | CD&V        |

### Herschikkingen
- Op 26 juni 2019 diende Kris Peeters (CD&V) zijn ontslag in als vicepremier en minister, dat inging op 2 juli. Peeters geraakte immers verkozen bij de Europese Parlementsverkiezingen van 26 mei 2019. Zetelen in het Europees Parlement is echter onverenigbaar met het ministerschap, waardoor hij ontslag nam als minister met ingang vanaf de dag voor de ingang van zijn mandaat als Europees Parlementslid. Zijn ministerfuncties werden overgenomen door CD&V-partijvoorzitter Wouter Beke, terwijl minister van Justitie Koen Geens vicepremier werd.[17]
- Op 2 oktober 2019 werd Wouter Beke (CD&V) minister in de Vlaamse Regering. Aangezien deze functie onverenigbaar is met die van federaal minister, werd hij op 3 oktober opgevolgd door Nathalie Muylle.[18] Bekes bevoegdheid Buitenlandse Handel werd opnieuw aan Pieter De Crem toegewezen, die dit in de regering-Michel I al uitoefende.

## Centrale functies
Tijdens de onderhandelingen moesten er naast de ministerportefeuilles ook andere kernfuncties worden uitgedeeld. Aangezien er nog geen volwaardige regering was werden de functies verdeeld op basis van een parlementaire meerderheid. Het voorzitterschap van Kamer en Senaat worden tijdens de regeringsonderhandelingen tijdelijk waargenomen door respectievelijk Patrick Dewael van Open Vld en Sabine Laruelle van MR. Voor het Europees niveau werd beslist om Didier Reynders van MR af te vaardigen als Europees Commissaris voor België.
|                 | Functie en bevoegdheden                                 | Naam | Naam            | Partij | Partij   | Termijn                        |
| --------------- | ------------------------------------------------------- | ---- | --------------- | ------ | -------- | ------------------------------ |
| Vlag van Europa | Europees commissaris Justitie (Commissie-Von der Leyen) |      | Didier Reynders |        | MR       | 1 december 2019 – heden        |
| Vlag van België | Voorzitter Kamer van volksvertegenwoordigers            |      | Patrick Dewael  |        | Open Vld | 20 juni 2019 - 13 oktober 2020 |
| Vlag van België | Voorzitter Senaat                                       |      | Sabine Laruelle |        | MR       | 18 juli 2019 - heden           |